# Nematorhynchus parvoacumine
Nematorhynchus parvoacumine is een platworm (Platyhelminthes). De worm is tweeslachtig. De soort leeft in het zoute water.
Het geslacht Nematorhynchus, waarin de platworm wordt geplaatst, wordt tot de familie Nematorhynchidae gerekend. De wetenschappelijke naam van de soort werd voor het eerst geldig gepubliceerd in 1969 door Schilke.